# Wargame tridimensionale

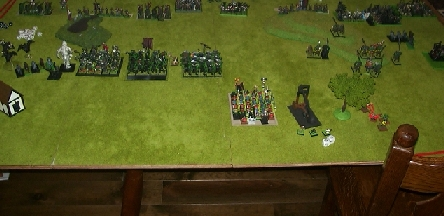
Un terreno di gioco

Il wargame tridimensionale è una forma di wargame progettato per incorporare l'uso di miniature nel gioco. Le miniature utilizzate rappresentano truppe o veicoli (come carri armati, carri da guerra, aerei, navi, ecc.). Il gioco può riflettere situazioni ed eserciti storici o essere futuristico o basato su ambientazioni fantasy.

## Descrizione
Molti giochi di miniature sono giocati sul pavimento o su un tavolo, con il terreno rappresentato da elementi di scenario in miniatura (colline, foreste, strade, ecc.). A questo riguardo, il wargame tridimensionale offre teoricamente ai giocatori una grande libertà di gioco, così come uno spettacolo visivo. Il movimento delle miniature viene regolato usando centimetri. Comunque, come per i giochi da tavolo possono essere giocati demarcando il terreno con una griglia (tipicamente rettangolare o esagonale) o anche su un tabellone di gioco.
Una delle ragioni principali per cui le persone giocano con le miniature, invece che con giochi similari al computer o con mappe e talloncini di cartone è perché molti trovano l'elemento tattile della gestione dei soldati e dello scenario sulla mappa esteticamente piacevole; inoltre a molti hobbisti piace dipingere le miniature e costruire elementi di scenario. Il wargame tridimensionale può essere visto come un misto dell'estetica del modellismo ferroviario con la strategia della guerra.

## Scala
La scala di gioco viene generalmente espressa relativamente all'altezza delle figure in millimetri, invece di utilizzare la proporzione di valori utilizzato nel modellismo. Scale popolari sono 1:32(54mm), 1:35(45mm), 1:56(30mm), 1:64(28mm), 1:72(20mm), 1:87(18mm), 1:100(15mm), 1:120(12mm), 1:144 (10mm) e 1:300 (6mm). Alcune scale del modellismo ferroviario sono abbastanza vicine alle miniature di scala inferiore da fornire strutture e/o veicoli utilizzabili, magari con qualche modifica. Alcuni giocatori usano modelli di carta delle strutture a causa della loro economicità e della facilità di produrli nella scala appropriata e molti altri li costruiscono da sé con elementi di fortuna (per esempio usando scatole di cartone, barattolini dello yogurt, ecc...ridipingendoli e modificandoli ecc.).

## Regolamenti
Esistono diversi regolamenti di wargame tridimensionale, inclusi alcuni disponibili liberamente su internet. Alcuni sono destinati ad uno specifico periodo storico o genere. Inoltre variano anche nella scala dei modelli usata: una miniatura potrebbe rappresentare un singolo uomo, una squadra, o un numero ancora maggiore di truppe reali.
Alcuni regolamenti hanno raggiunto una diffusa popolarità. Di particolare nota sono i giochi prodotti dalla Games Workshop - Warhammer Fantasy Battle (fantasy), Warhammer 40.000 (fantascienza).
Riguardo ai giochi storici i regolamenti più popolari per quanto riguarda il periodo Medioevo- antichità sono quelli sviluppati dal Wargames Research Group (WRG), come il De Bellis Antiquitatis (DBA) e i giochi ad esso associati, come per esempio la variante fantasy Hordes of the Things e quella per battaglie su larga scala De Bellis Multitudinis (DBM). Comunque sono ancora popolari i vecchi regolamenti WRG6 e WRG7. Al momento della scrittura di questo articolo (agosto 2005) è in corso da parte di Phil Barker e Richard Bodley Scott la scrittura del successore per DBM, il De Bellis Magistrorum Militorum (DBMM). Per il periodo rinascimentale è stato sviluppato dalla WRG il De Bellis Renationis (DBR).